# Tarun Mansukhani
Tarun Mansukhani (...) è un regista e scrittore indiano.
Il suo film più popolare ad oggi è Appartamento per... 3, prodotto da Karan Johar, con Abhishek Bachchan, John Abraham e Priyanka Chopra.
Nato in una famiglia Sindhi, frequentò la Lawrence School di  Sanawar. Oltre al mondo del cinema, Mansukhani è stato anche il regista di Lead India, un programma della TV commerciale creato dalla Dharma Productions per promuovere la partecipazione alle elezioni nazionali. Ha anche partecipato nella nota sitcom familiare Dekh Bhai Dekh.

## Filmografia
| Anno | Film                     | Attività                          |
| ---- | ------------------------ | --------------------------------- |
| 2008 | Appartamento per... 3    | Regista, Sceneggiatore, Scrittore |
| 2010 | My Name Is Khan          | Attore                            |
| 2019 | Drive                    | Regista                           |
| TBA  | Koochie Koochie hota hai | Regista                           |

Come Assistente alla Regia
| Anno | Film                    | Attività                    |
| ---- | ----------------------- | --------------------------- |
| 1998 | Kuch Kuch Hota Hai      | Assistente alla Regia       |
| 2001 | Kabhi Khushi Kabhi Gham | Primo Assistente alla Regia |
| 2003 | Kal Ho Na Ho            | Primo Assistente alla Regia |
| 2006 | Kabhi Alvida Naa Kehna  | Primo Assistente alla Regia |